# Площа Іспанії (Севілья)
Площа Іспанії (ісп. Plaza de España) — міський ансамбль у неомавританському стилі, що з'явився на півдні Севільї напередодні Іберо-американської виставки 1929. 
Напередодні виставки південна частина Севільї була перебудована та озеленена під керівництвом французького ландшафтного архітектора Жана-Клода Форестьє. На півмилі протягнувся парк Марії-Луїзи з прикрашеними кахлями фонтанами, павільйонами, лавочками та верандами в стилі мудехар, які перемежовувалися водоймами та стилізованими клумбами. 
У краю парку архітектор Анібал Гонсалес спроектував напівкруглу площу Іспанії, до якої через протоку були перекинуті фігурні містки. У центрі площі розміщується великий фонтан. Оточуючі будівлі мають ніші, присвячені тим чи іншим провінціям Іспанії, що чергуються у алфавітному порядку. Декор площі поєднує казково перетворені мавританські елементи з популярним в 1920-ті стилем ар Деко. 

## Сучасний стан
Нині виставкові будівлі займають мерія Севільї та музейні установи. Площа Іспанії — одне з місць, де проходили зйомки кінофільму «Зоряні війни. Епізод II. Атака клонів».

## Галерея

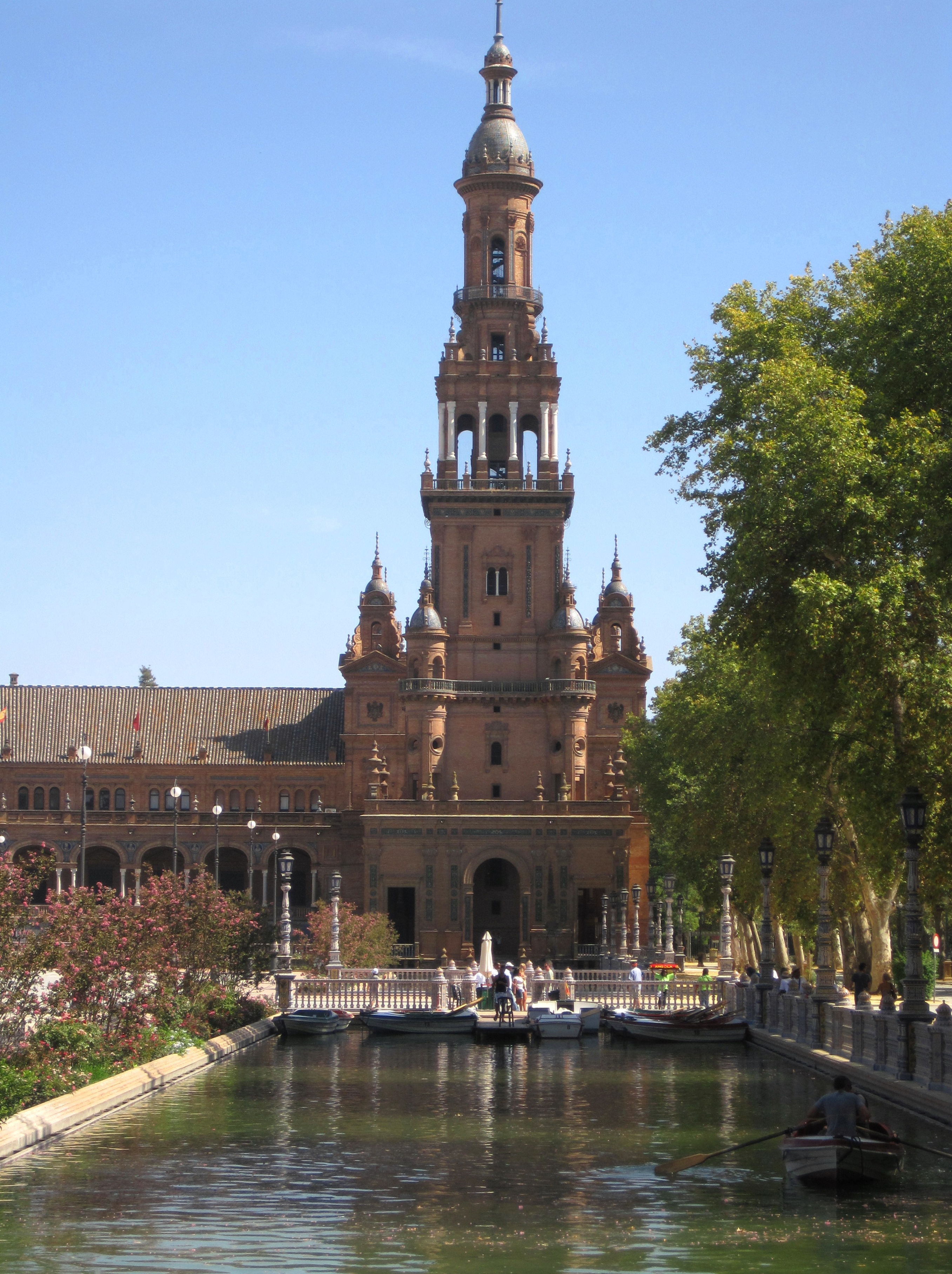
Південна вежа та річка
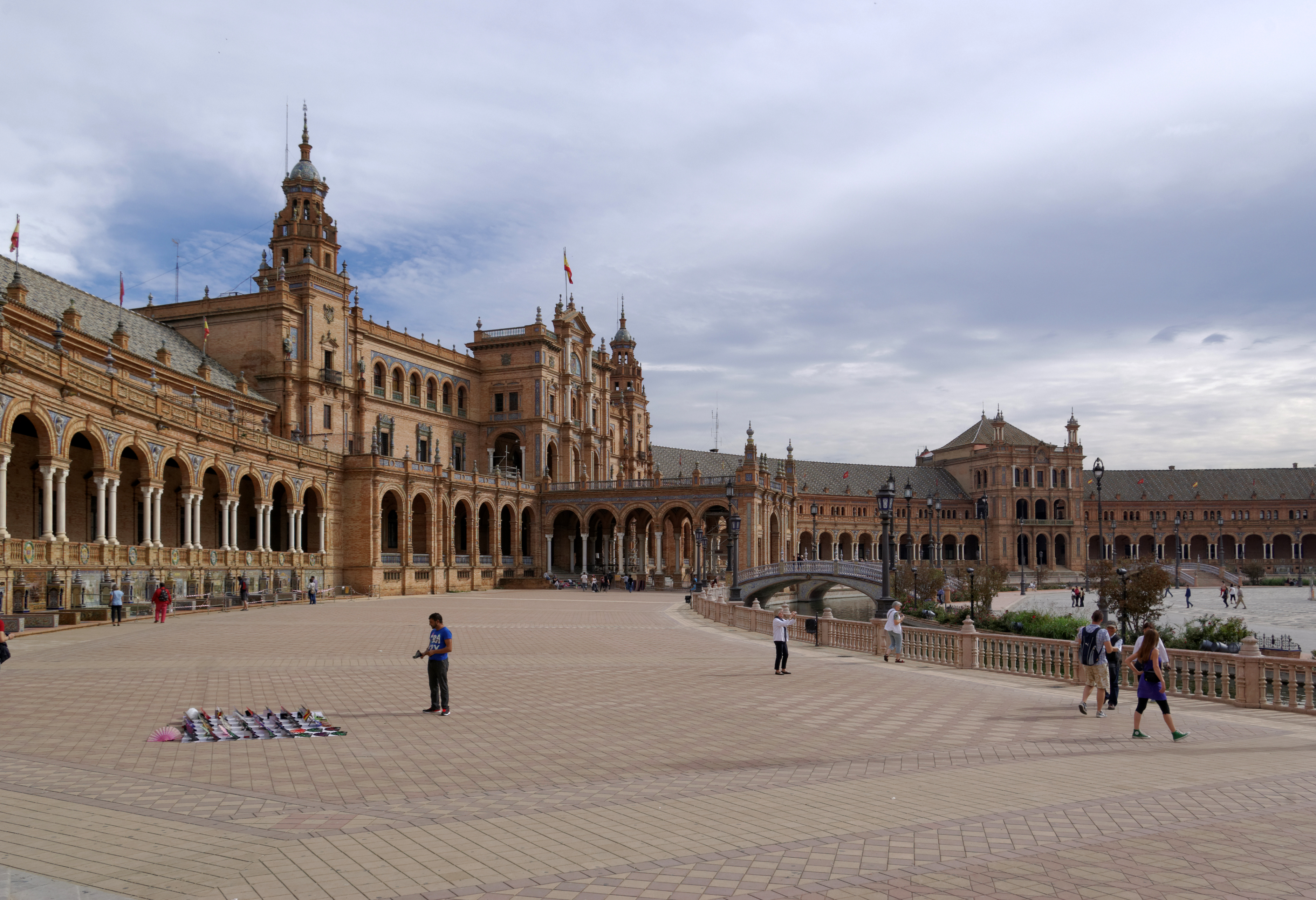
Південне крило
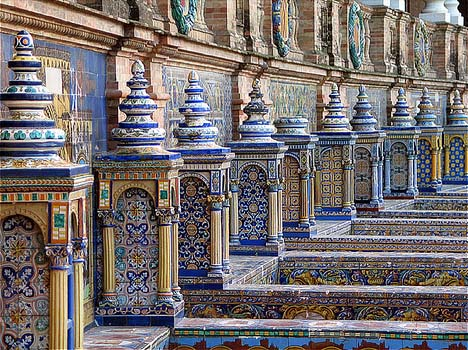
Деталь будівлі